# Gouden Krimmedaille
De Gouden Krimmedaille, die in 1854 door de Turkse sultan Abdülmecit (1839-1861) in kleine aantallen aan de Ottomaanse, Franse, Italiaanse, dat wil zeggen Sardijnse en Britse generaals werd verleend die in 1854 verantwoordelijk waren voor de val van het zwaar versterkte en verdedigde Russische Sebastopol op de Krim, is een van de Turkse campagnemedailles. De vier staten vochten in de Krimoorlog tegen Rusland.
Omdat deze medaille in details verschilt van de duizenden malen uitgereikte Krimmedaille kan men van een aparte onderscheiding, de "Sebastopolmedaille" of "Gouden Krimmedaille" spreken. De Krimmedaille werd overigens niet in goud geslagen, er zijn tal van Turkse campagnemedailles die in grote en kleine formaten en in goud en zilver werden verleend maar dat was op de Krim niet het geval.
De Sultan liet alleen voor successen een dergelijke medaille slaan. Er zijn er eenentwintig verschillende bekend. Deze medaille verschilt van de meer algemene Turkse Krimmedaille door de inscriptie "Sivastopol 1271" in Arabisch schrift en in Latijns schrift onder de tughra op de keerzijde en het gekozen kostbare materiaal. Op die keerzijde staan drie en niet vier vlaggen afgebeeld.
Zekerheid daarover is er niet maar de medaille werd waarschijnlijk aan het standaardlint, dat was rood met dunne groene randen, uitgereikt en op de borst gedragen.
Medailles en eretekens van het Ottomaanse Rijk

Chelengk · 
Orde van het Huis van Osman · 
Orde van het Verheven Portret · 
Orde van de Halve Maan · 
Orde van de Glorie · 
Orde van de Eer · 
Hoge Orde van de Eer · 
Orde van Osmanie · 
Orde van Mejidie · 
Orde van Liefdadigheid · 
Orde van Onderwijs · 
Orde van het Ottomaanse Parlement · 
Orde van Verdienste voor de Landbouw ·
Medaille van de Orde van de Eer · 
Liyakat Medaille · 
IJzeren Halve Maan · 
De lijst van 21 Turkse campagnemedailles

Medailles en ertetekens van de Turkse Republiek

Turkse Onafhankelijkheidsmedaille · 
Orde van Verdienste van de Turkse Strijdkrachten · 
Legioen van Aanbeveling van de Turkse Strijdkrachten · 
Legioen van Eer van de Turkse Strijdkrachten · 
Legioen van Verdienste van de Turkse Strijdkrachten · 
Medaille van Eer van de Turkse Strijdkrachten · 
Medaille van de Strijdkrachten voor Belangrijke Diensten · 
Medaille van de Strijdkrachten voor Opvallende Moed en Zelfopoffering · 
Medaille voor Eervolle Vermelding van de Turkse Strijdkrachten · 
Medaille voor Prestaties van de Turkse Strijdkrachten